# (10234) Sixtygarden
(10234) Sixtygarden – planetoida z pasa głównego asteroid okrążająca Słońce w ciągu 5 lat i 63 dni w średniej odległości 2,99 j.a. Została odkryta 27 grudnia 1997 roku w Obserwatorium Kleť w pobliżu Czeskich Budziejowic przez Jana Tichą i Miloša Tichego. Nazwa planetoidy pochodzi od adresu Harvard-Smithsonian Center for Astrophysics, mieszczącego się przy 60 Garden Street. Przed nadaniem nazwy planetoida nosiła oznaczenie tymczasowe (10234) 1997 YB8.